# Malatya (provins)

Karta över Turkiet med Malatya markerat.

Malatya, är en provins i Turkiet. Den har totalt 853 658 invånare (2000) och en areal på 12 235 km². Provinshuvudstad är Malatya.